# Joan McCloy
Joan McCloy (* um 1945) ist eine nordirische Badmintonspielerin. 

## Karriere
Joan McCloy siegte 1968 erstmals bei den nationalen Titelkämpfen in Irland. Weitere Titelgewinne folgten 1969 und 1970. Alle Meistertitel gewann sie dabei im Damendoppel mit Lena McAleese. Mit ihr wurde sie auch Dritte bei den Irish Open 1969. 1970 nahm sie an den British Commonwealth Games teil.

## Sportliche Erfolge
| Saison | Veranstaltung                 | Disziplin   | Platz | Name                        |
| ------ | ----------------------------- | ----------- | ----- | --------------------------- |
| 1968   | Irland: Einzelmeisterschaften | Damendoppel | 1     | Lena McAleese / Joan McCloy |
| 1969   | Irland: Einzelmeisterschaften | Damendoppel | 1     | Lena McAleese / Joan McCloy |
| 1970   | Irland: Einzelmeisterschaften | Damendoppel | 1     | Lena McAleese / Joan McCloy |